# Under the Moonspell
Under the Moonspell es el primer EP de la banda portuguesa Moonspell producido y publicado en 1994.

## Detalles
Este trabajo, editado antes del primer álbum de la banda (Wolfheart), fue producido por Quim Monte, y combina el primitivo black metal del grupo con pasajes más góticos y música árabe. 
Todas las canciones fueron compuestas y escritas por Moonspell.
En 2007 la banda editó un álbum llamado "Under Satanae", cuyo fin fue volver a regrabar los primeros demos, éste EP e incluso el tema "Serpent Angel" que sacaron bajo el nombre "Morbid God".
A excepción de los otros demos y sencillos, perdidos en el tiempo, Under the Moonspell aporta al grupo la canción 'Opus Diabolicum', que aún sigue sonando en algunos conciertos, como la presentación en coliseo de Lisboa, y en el Hard Club de Vila Nova Gaia, ambas del 2001, en la gira del disco Darkness and Hope.

## Listado de canciones
1. "Allah Akbar! La Allah Ella Allah! (Praeludium / Incantatum Solistitium)"
2. "Tenebrarum Oratorium (Andamento I / Erudit Compendyum) (Interludium / Incantatum Oequinoctium)"
3. "Tenebrarum Oratorium (Andamento II / Erotic Compendyum)"
4. "Opus Diabolicum (Andamento III / Instrumental Compendyum)"
5. "Chorai Lusitânia! (Epilogus / Incantatam Maresia)"